# Antipsara
Antipsara (Grieks: Αντίψαρα) is een Grieks eilandje in de Egeïsche Zee. Antipsara had vier inwoners volgens de volkstelling van 2011. Het ligt op ongeveer drie kilometer ten westen van het grotere eiland Psara, waarvan de naam is afgeleid. Geografische omstandigheden maken het niet toegankelijk vanuit het noorden en westen. Er bestaan bewijzen van een nederzetting in de Griekse en Romeinse oudheid. Tijdens de Ottomaanse overheersing diende het eiland als een poort. Tegenwoordig worden in de zomermaanden toeristische uitstapjes naar het eiland georganiseerd vanuit Psara. De kleine kerk van St. Johannes (Άγιος Ιωάννης) aan de oostkant wordt door pelgrims bezocht in augustus.

## Natuur
Het eiland is een nestelplaats van de kuifaalscholver (Phalacrocorax aristotelis), Eleonora's valk (Falco eleonorae), Kuhls pijlstormvogel (Calonectris diomedea) en de Yelkouanpijlstormvogel (Puffinus yelkouan).